# 짐승의 숫자

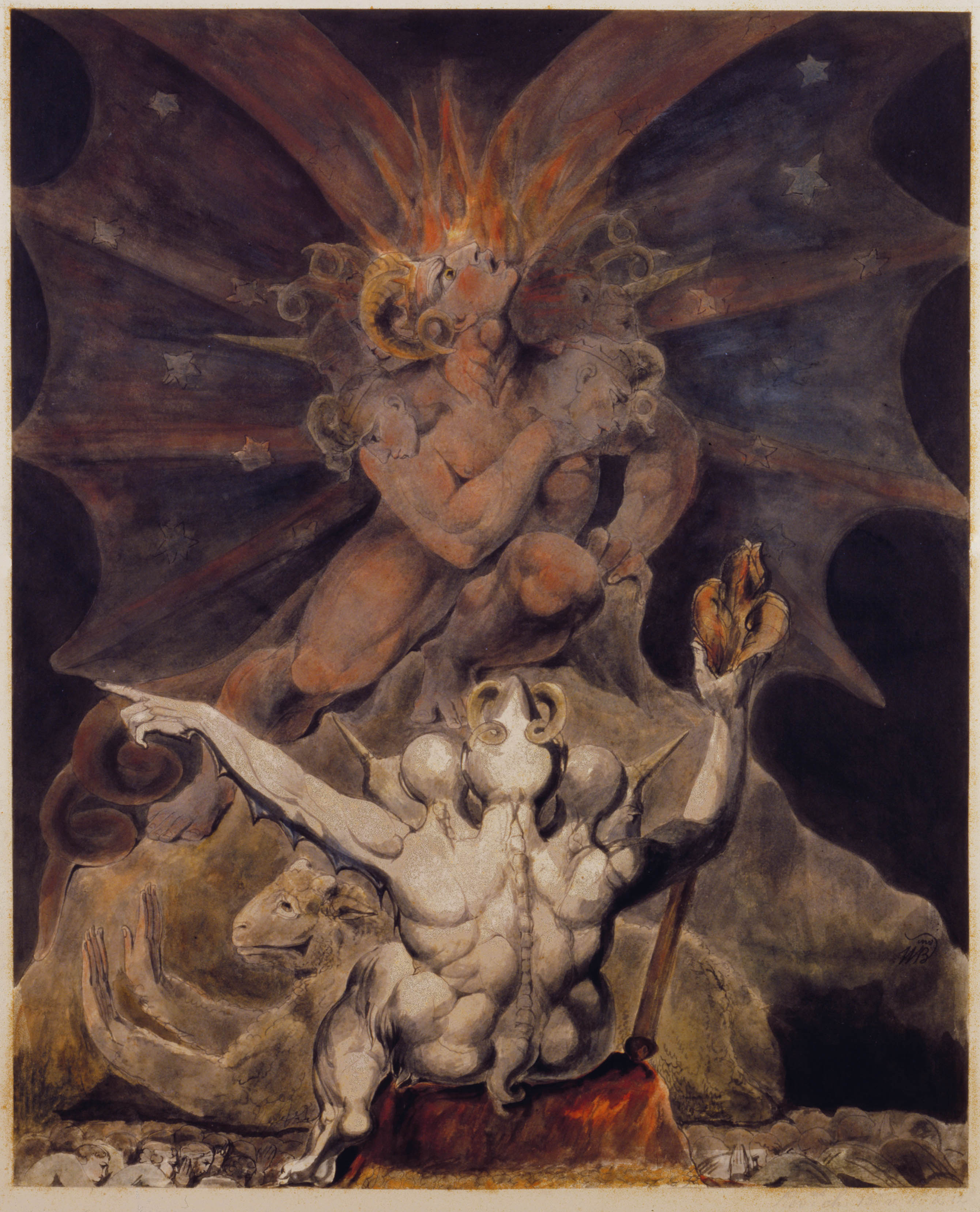
윌리엄 블레이크의 ‘짐승의 숫자 666’

짐승의 숫자( - 數字, 고대 그리스어: Ἀριθμὸς τοῦ θηρίου, Arithmós toû thēríou, 영어: number of the beast)는 기독교의 경전인 신약성경의 요한묵시록에서 ‘짐승’을 언급할 때 나온 특정 개념이다.

## 성경

### 666
짐승의 숫자는 요한묵시록 13장 17절~18절에 언급되어 있다. 공인본문(Textus Receptus) 본문은 다음과 같다.
και ινα μι αγορασαι η πωλησαι ει μη ο εχων το χαραγμα η το ονομα του θηριου η τον αριθμον του ονοματος αυτου. ωδε η σοφια εστιν ο εχων τον νουν ψηφισατω τον αριθμον του θηριου αριθμος γαρ ανθρωπου εστιν και ο αριθμος αυτου χξς.
노붐 테스타멘툼 그래체(Novum Testamentum Graece) 본문은 다음과 같다.
καὶ ἵνα μή τις δύνηται ἀγοράσαι ἢ πωλῆσαι εἰ μὴ ὁ ἔχων τὸ χάραγμα, τὸ ὄνομα τοῦ θηρίου ἢ τὸν ἀριθμὸν τοῦ ὀνόματος αὐτοῦ. ὧδε ἡ σοφία ἐστίν· ὁ ἔχων νοῦν ψηφισάτω τὸν ἀριθμὸν τοῦ θηρίου, ἀριθμὸς γὰρ ἀνθρώπου ἐστίν· καὶ ὁ ἀριθμὸς αὐτοῦ ἑξακόσιοι ἑξήκοντα ἕξ.
불가타 성경(Nova Vulgata) 본문은 다음과 같다.
Et ne quis possit emere aut vendere, nisi qui habet characterem, nomen bestiae aut numerum nominis eius. Hic sapientia est: qui habet intellectum, computet numerum bestiae; numerus enim hominis est: et numerus eius est sescenti sexaginta sex.
한국의 로마 가톨릭교회 성경의 번역문은 다음과 같다.
그리하여 짐승의 이름이나 그 이름을 뜻하는 숫자로 표가 찍힌 사람 말고는 아무것도 사거나 팔지 못하게 하였습니다. 여기에 지혜가 필요한 까닭이 있습니다. 지각이 있는 사람은 그 짐승을 숫자로 풀이해 보십시오. 어떤 사람을 가리키는 숫자입니다. 그 숫자는 육백육십육입니다.

### 616
최근 짐승의 숫자로 알려진 ‘666’이 원래 ‘616’일 가능성이 높다는 주장이 제기됐다.
1895년 이집트의 고대 쓰레기 더미에서 발굴된 이 파피루스 필사본은 현존하는 다른 사본들보다 100년가량 먼저 만들어진 것으로 워낙 탈색과 훼손이 심해 판독이 어려웠으나 최근 영국 옥스퍼드대 고전학자들이 첨단 이미징 테크닉을 사용해 해독해 내는 데 성공했다.
에이트켄 박사는 “짐승의 숫자가 ‘616’에서 ‘666’으로 바뀐 것은 후일 다른 사본을 만든 성직자들의 오역(誤譯)일 가능성이 높다.”라고 주장했다.
'X
X는 악마의 문자

## 해석
고대 그리스어 이솝세피와 히브리어 게마트리아에 따르면 모든 문자는 그에 해당하는 숫자를 지니고 있으며, 단어나 이름의 경우 각 철자에 해당하는 숫자들을 모두 더하면 그 말이 지닌 의미가 나타난다고 한다.
여기에 지혜가 필요한 까닭이 있습니다. 지각이 있는 사람은 그 짐승을 숫자로 풀이해 보십시오. 어떤 사람을 가리키는 숫자입니다. 그 숫자는 육백육십육입니다. (묵시13,18)

이러한 계산법에 따라 이름을 숫자로 풀이해보면 ‘짐승의 숫자’로 나오는 것으로 해석되는 대표적인 인물들은 다음과 같다.

### 네로

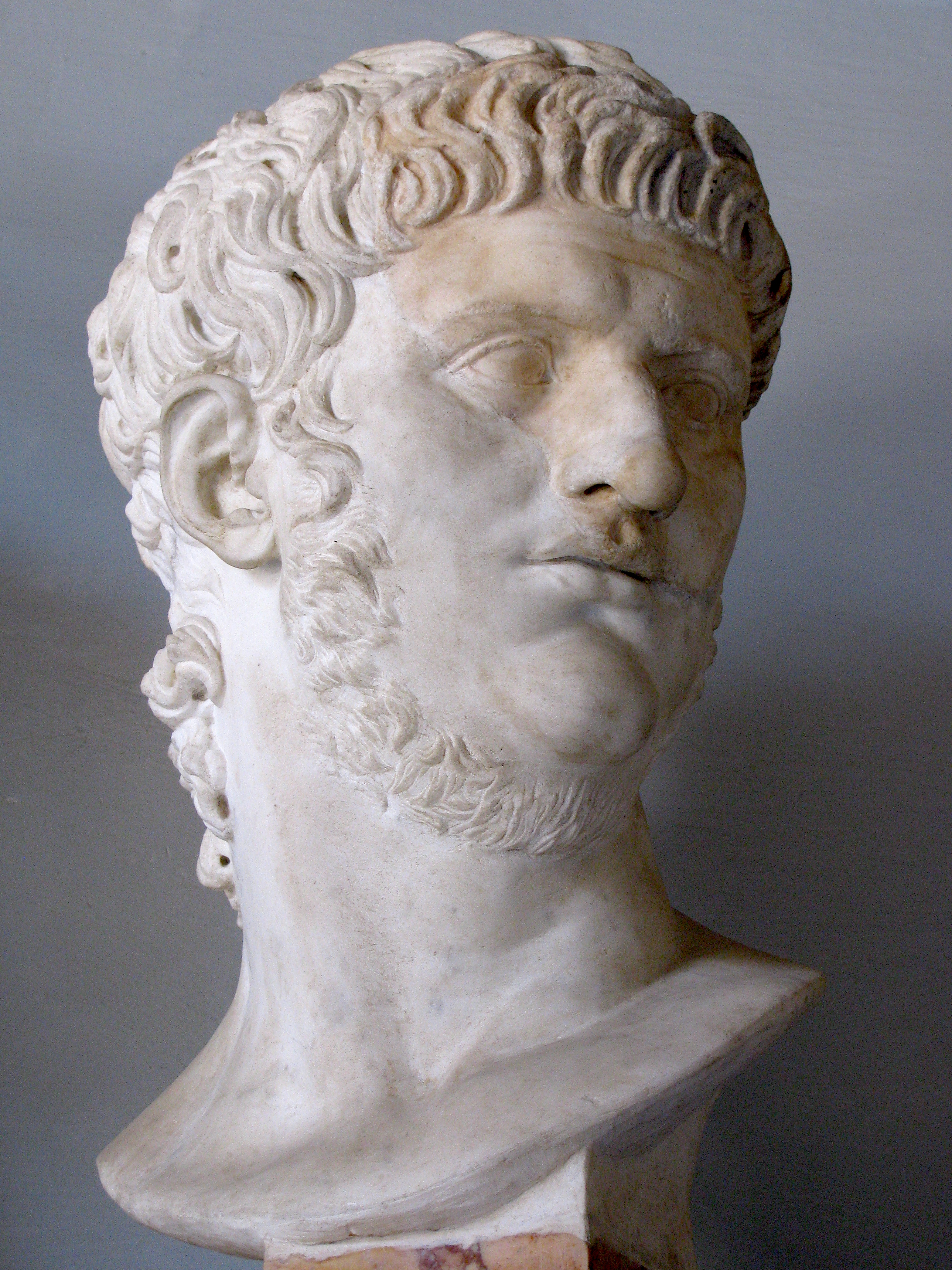
네로 황제의 흉상

대체적으로 많은 학자들은 666이 로마 황제 네로를 의미한다고 보고 있다. 한국어 성경에는 '짐승의 표'(mark of the beast, MOTB)로 번역된 그리스어 단어 ‘차라그마(Charagma)’는 실제로 1세기에서 2세기까지 로마 제국에서 공식문서에 사용되었던 황제의 옥새를 가리키는 말이었다. 데키우스 황제(249-251) 시대에는 제단에서 황제에게 경배하였다는 제사 증명서를 가지고 있지 않은 사람은 상업 활동을 할 수 없었으니, 이 금령은 마치 (계시록 13장 17절을 연상시키는) 네로 황제 시대로 되돌아간듯 여겨졌다.
하지만 일부 학계에서는 요한계시록이 네로가 서기 68년에 자살로 생을 마감한 이후에 저술되었다고 보고 있다. 실제로 성 이레네오는 요한계시록이 로마 황제 도미티아누스의 치세 말년인 서기 95년 내지는 96년경에 저술되었다고 주장했다. 왜냐하면 “세상 창조 이래 땅의 주민들 가운데에서, 살해된 어린양의 생명의 책에 이름이 기록되지 않은 자들은 모두 그에게 경배할 것입니다.”라는 내용의 요한계시록 13절 8절이 도미티아누스가 신민들에게 자신을 신으로 부르며 숭배할 것을 강요한 사건을 언급한 것으로 보았기 때문이다. 그래서 요한계시록이 네로의 사망 이후 약 30년이 지난 뒤에 집필되었다고 보는 이들은 네로가 요한계시록에 기록된 예언의 성취와 맞아떨어진다는 해석은 불가능하다고 주장하고 있다.

 이에 대해 네로설을 주장하는 이들은 그 당시에는 네로가 사실은 죽지 않았으며 곧 권좌에 복귀할 것이라는 루머가 떠돌았다는 사실을 지적하였다. 또한 네로처럼 이름을 숫자로 풀이했을 때 666으로 나오지는 않지만, 권력행사의 방식이 네로와 유사하였으며 요한묵시록에서 가장 먼저 언급되었던 아시아(리디아) 주민들에게 과중한 세금을 부과하였던 도미티아누스를 암시하는 일종의 암호와 같은 것이라는 의견도 제시되었다.
일부 학자들은 666을 근본적으로 불완전한 존재라고 본다. 완전함을 상징하는 숫자인 7에서 하나가 모자란 것이 셋이나 모여 있기 때문이다. 따라서 짐승의 숫자인 666은 불완전한 것, 좀더 구체적으로 말하자면 신적인 존재가 아니라 인간적인 존재라고 말한다. 즉 황제는 신이 아니라 인간에 불과하다는 것을 묵시록의 저자가 밝히고자 했음이라고 주장한다.
네로를 포함한 모든 로마 황제들은 ‘카이사르’라는 칭호를 지녔다. 그래서 네로 황제를 의미하는 라틴어 “Nero Caesar”를 그리스어로 음역하면 “Nerōn Kaisar”가 된다. 이것을 다시 아람어로 음역하면 “נרון קסר”가 되는데, 이를 게마트리아 방식에 따라 숫자로 바꾸어 모두 더하면 그 값은 아래와 같이 666이 된다.
| Resh (ר) | Samech (ס) | Qof (ק) | Noon (נ) | Vav (ו) | Resh (ר) | Noon (נ) | 합계 |
| 200      | 60         | 100     | 50       | 6       | 200      | 50       | 666  |

### 무함마드
어떤 학자들은 그리스어 단어인 ‘Maometis’에서 짐승의 숫자가 발견된다고 주장하였다. 교황 인노첸시오 3세는 회칙 《Quia Maior》에서 이슬람교의 창시자인 무함마드에 대해 언급하면서 그를 묵시록의 짐승과 동일시한 바 있었다. 라마의 주교 찰스 웜슬레이는 Maometis를 짐승의 숫자로 풀이한 대표적인 학자 가운데 한 사람이었다. 그는 유디미우스 지가베누스와 요안네스 조나라스, 게오르기오스 케드레노스 등의 그리스 역사학자들이 무함마드를 Maometis 또는 Moametis라고 불렀던 역사적 사실을 지적하면서 Maometis를 게마트리아 방식으로 아래와 같이 숫자로 풀이해보면 666이 된다고 주장하였다.
| M  | A | O  | M  | E | T   | I  | S   | 합계 |
| 40 | 1 | 70 | 40 | 5 | 300 | 10 | 200 | 666  |

### 마르틴 루터

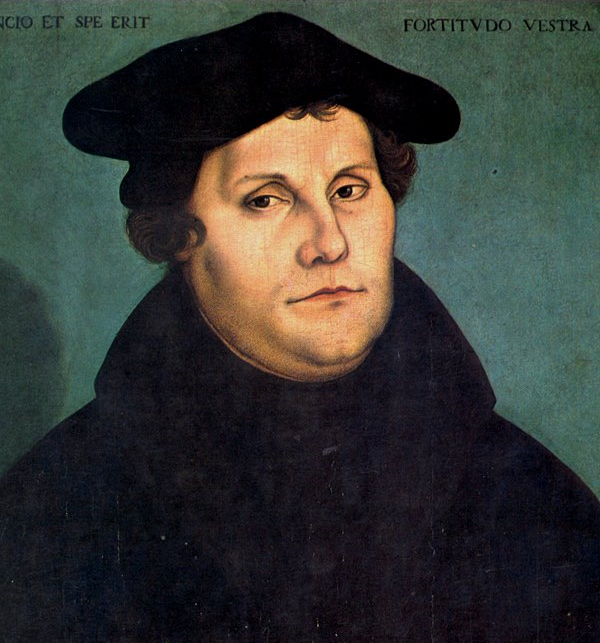
마르틴 루터

루터파의 창시자로서 종교개혁을 일으킨 마르틴 루터도 이름이 666으로 해석될 수 있는 사람 중의 한 사람이다. 종교개혁 시기에 프로테스탄트에서 교황과 로마 가톨릭교회를 원색적으로 비난하자 가톨릭 신학자 페트루스 본구스는 종교개혁의 주창자인 마르틴 루터의 이름이 짐승의 숫자인 666으로 산출된다면서 이를 루터가 바로 그리스도의 적임을 확증하는 증거로 내세웠다. 그의 이론에 따르면, 라틴어 문자에서 처음 아홉 문자는 1을 중복하고(1부터 9), 그다음 아홉 문자는 10을 중복하고(10부터 90), 나머지 네 문자는 100을 중복한다(100부터 400). 참고로 라틴어 문자는 영어 알파벳과는 달리 J가 I와 같고, U가 V와 같으며, W는 U의 곱 내지는 VV로 대신하며, Y도 없기 때문에 총 22개밖에 없다. 이 원칙에 따라 마르틴 루터의 라틴어 음역인 ‘Martin Lutera’의 문자들을 하나하나 숫자로 환산한 다음, 이를 모두 더하면 그 값은 666이 된다.
| M  | A | R  | T   | I | N  | L  | U   | T   | E | R  | A | 합계 |
| 30 | 1 | 80 | 100 | 9 | 40 | 20 | 200 | 100 | 5 | 80 | 1 | 666  |

컴퓨터
영어 알파벳을 a부터 z까지 6의 배수로 치환한 후, 'computer'를 계산하면 '666'이 나온다.
영어 성경의 짐승의 표도 이런식으로 계산하면 '666'이 나온다.
요한계시록 13장은 컴퓨터가 지배하는 미래사회를 경고한 것일지도 모른다는 해석이 일각에서 나온다.

## 같이 보기
- 묵시록의 짐승
- 666
- 616